# Space Invaders Extreme 2
Space Invaders Extreme 2 è un videogioco per Nintendo DS, sequel di Space Invaders Extreme. Rispetto al predecessore conta un numero maggiore di power up e bonus, un motore grafico più potente ed una colonna sonora in stile Electronic Dance Music concentrata sul tema futuristico.

## Modalità di gioco

### Singolo giocatore
Il giocatore prende il controllo del cannone che si trova sul fondo dello schermo, e che può muovere a destra e a sinistra, e se ne serve per sparare. Dall'alto dello schermo appaiono formazioni di alieni che devono essere eliminati dai colpi del cannone prima che tocchino il fondo dello schermo.
Sono disponibili tre diversi tipi di difficoltà: Facile, Medio e Difficile.
A differenza del predecessore è possibile giocare contemporaneamente lo Stage in corso ed il bonus "Fever Time" che è stato aggiornato con una scacchiera sullo schermo principale. Questa scacchiera di 3x3 serve al giocatore per vedere quali combinazioni di colori ha ancora da fare prima di poter effettuare un Attacco Fever ancora più devastante dette "Bingo Fever", "Two House Fever" e "Full House Fever".

### Multiplayer
Ci sono tre modalità di sfida:
- Wireless: due giocatori si sfidano sfruttando la connessione wireless del DS.
- Wi-Fi: due giocatori possono sfidarsi sfruttando la modalità Wi-Fi del Nintendo DS, oppure la connessione Internet.
- Vs CPU: il giocatore sfida il computer stesso.